# 펑후현
펑후현(중국어 정체자: 澎湖縣, 병음: Pénghú Xiàn, 한자음: 팽호현)은 대만 해협에 떠있는 펑후 제도에 설치된 중화민국의 현이다. 펑후라는 명칭은 제도의 일부인 펑후섬(澎湖島), 바이사섬(白沙島), 위웡섬(漁翁島)의 3섬에 둘러싸인 펑후 만이 호수와 같이 잔잔한 것에서 유래하고 있다. 과거 영어에서는 이 섬을 포르투갈어 Ilhas dos Pescadores에서 유래된 페스카도레스 군도(the Pescadores)로 불렀다.

## 지리
펑후현은 90개 남짓의 크고 작은 섬들로 이루어진 펑후 제도로 구성되고 복잡한 해안선은 총 연장이 300km에 이르고 있다.
1916년의 일본에 의한 측량 때, 펑후 제도는 64개의 크고 작은 섬들로 구성되고 총 면적은 126.864km2라는 결과가 발표되었다. 그 때문에 오랫동안 이 수치가 공식 자료로서 이용되고 있었지만, 2005년에 국립 가오슝 응용과기대학이 재조사한 결과, 90개의 크고 작은 섬들로 구성되고 총 면적은 141.052km2인 것으로 판명되었다.

## 역사
‘펑후’(澎湖)라는 이름은 남송 시대인 1171년에 비공식적인 역사 기록과 지방지에 처음 등장한다. 17세기 중반부터 1895년까지 대만과 펑후는 해적, 네덜란드, 정씨왕국, 청나라의 지배를 거쳤다.
펑후 제도는 청프 전쟁 중인 1885년 3월부터 4개월 동안 프랑스에 점령되었다. 펑후 전투는 아메데 쿠르베 제독의 마지막 전투로서, 그는 이 전투에서 승리하여 프랑스의 국가적 영웅이 되었다. 쿠르베와 프랑스의 병사, 선원들은 펑후를 점령한 후에 콜레라에 감염되었다. 그는 1885년 6월 11일에 마궁항의 자신의 기함에서 사망하였다.
청일 전쟁에서 일본에 패한 청 조정은 1895년 4월의 시모노세키 조약으로 대만을 일본에 할양하였다. 일본의 대만 점령에 반발한 청의 관리들은 1895년 5월에 대만민주국의 건국을 선언하였다. 이에 앞서 1895년 3월에 일본군은 펑후 제도 작전을 펼쳐 펑후의 청군을 공격해 섬의 요새와 마궁을 점령하였다. 일본군은 펑후를 점령함으로써, 청나라가 더 많은 병력을 대만으로 보내는 것을 막았고, 이후 대만 점령을 성공적으로 완수할 수 있었다.
1943년의 카이로 선언 때 미국, 영국, 중화민국은 대만과 펑후 제도를 포함하여 일본이 점령한 중국의 영토를 모두 중화민국에 반환하기로 하였다.
1945년 7월 26일, 삼국 정상들은 ‘포츠담 선언’에서 ‘카이로 선언’에서 협의한 사항들은 모두 이행되어야 한다고 선언하였다. 샌프란시스코 강화조약에서 일본은 대만과 펑후 제도에 대한 주권을 포기하였다. 펑후는 1945년 10월 25일 이래로 중화민국의 영토로서 타이완성의 일부가 되었다.
1945년 12월 25일에 펑후 현이 잠정적으로 설치된 후, 1946년에 정식으로 펑후 현 정부가 성립하였다.

## 행정 구역

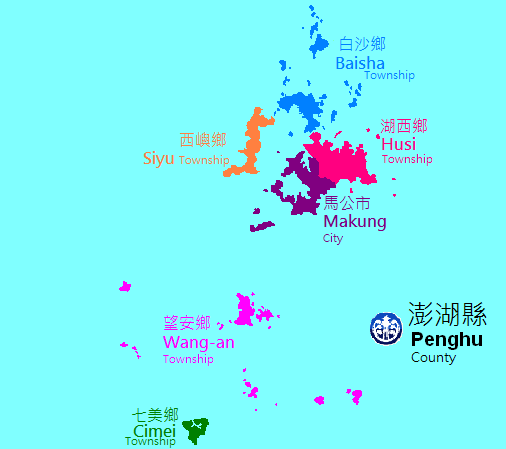
펑후현의 행정 구역

1시 5향을 관할한다.
- 마궁시(馬公市)
- 후시향(湖西鄉)
- 바이사향(白沙鄉)
- 시위향(西嶼鄉)
- 치메이향(七美鄉)
- 왕안향(望安鄉)

## 인구
| 연도 | 인구    | ±%    |
| --- | ------- | ----- |
| 1985 | 102,282 | —     |
| 1990 | 95,932  | −6.2% |
| 1995 | 90,937  | −5.2% |
| 2000 | 89,496  | −1.6% |
| 2005 | 91,785  | +2.6% |
| 2010 | 96,918  | +5.6% |
| 2015 | 102,304 | +5.6% |
| Source: “Populations by city and country in Taiwan”. Ministry of the Interior Population Census. May 2018. 2017년 12월 16일에 원본 문서에서 보존된 문서. 2021년 2월 6일에 확인함. |         |       |

## 기후
| 펑후현 마궁시의 기후                                                        | 펑후현 마궁시의 기후 | 펑후현 마궁시의 기후 | 펑후현 마궁시의 기후 | 펑후현 마궁시의 기후 | 펑후현 마궁시의 기후 | 펑후현 마궁시의 기후 | 펑후현 마궁시의 기후 | 펑후현 마궁시의 기후 | 펑후현 마궁시의 기후 | 펑후현 마궁시의 기후 | 펑후현 마궁시의 기후 | 펑후현 마궁시의 기후 | 펑후현 마궁시의 기후 |
| 월                                                                          | 1월                  | 2월                  | 3월                  | 4월                  | 5월                  | 6월                  | 7월                  | 8월                  | 9월                  | 10월                 | 11월                 | 12월                 | 연간                 |
| --------------------------------------------------------------------------- | -------------------- | -------------------- | -------------------- | -------------------- | -------------------- | -------------------- | -------------------- | -------------------- | -------------------- | -------------------- | -------------------- | -------------------- | -------------------- |
| 역대 최고 기온 °C (°F)                                                      | 28.6 (83.5)          | 29.5 (85.1)          | 30.8 (87.4)          | 33.0 (91.4)          | 34.2 (93.6)          | 35.9 (96.6)          | 36.7 (98.1)          | 35.2 (95.4)          | 35.1 (95.2)          | 35.3 (95.5)          | 31.1 (88.0)          | 30.0 (86.0)          | 36.7 (98.1)          |
| 일평균 최고 기온 °C (°F)                                                    | 19.4 (66.9)          | 20.0 (68.0)          | 22.9 (73.2)          | 26.3 (79.3)          | 29.1 (84.4)          | 30.9 (87.6)          | 32.2 (90.0)          | 31.8 (89.2)          | 31.0 (87.8)          | 28.2 (82.8)          | 25.1 (77.2)          | 21.3 (70.3)          | 26.5 (79.7)          |
| 일일 평균 기온 °C (°F)                                                      | 17.1 (62.8)          | 17.4 (63.3)          | 19.9 (67.8)          | 23.2 (73.8)          | 25.9 (78.6)          | 27.9 (82.2)          | 28.9 (84.0)          | 28.6 (83.5)          | 28.0 (82.4)          | 25.5 (77.9)          | 22.7 (72.9)          | 19.1 (66.4)          | 23.7 (74.6)          |
| 일평균 최저 기온 °C (°F)                                                    | 15.5 (59.9)          | 15.6 (60.1)          | 17.8 (64.0)          | 21.1 (70.0)          | 24.0 (75.2)          | 25.9 (78.6)          | 26.7 (80.1)          | 26.6 (79.9)          | 26.1 (79.0)          | 24.0 (75.2)          | 21.3 (70.3)          | 17.7 (63.9)          | 21.9 (71.4)          |
| 역대 최저 기온 °C (°F)                                                      | 7.7 (45.9)           | 7.2 (45.0)           | 7.4 (45.3)           | 10.5 (50.9)          | 16.6 (61.9)          | 19.3 (66.7)          | 21.8 (71.2)          | 21.1 (70.0)          | 19.2 (66.6)          | 15.0 (59.0)          | 9.6 (49.3)           | 9.0 (48.2)           | 7.2 (45.0)           |
| 평균 강수량 mm (인치)                                                       | 20.9 (0.82)          | 38.1 (1.50)          | 50.7 (2.00)          | 77.9 (3.07)          | 117.8 (4.64)         | 148.0 (5.83)         | 163.2 (6.43)         | 229.4 (9.03)         | 100.3 (3.95)         | 30.1 (1.19)          | 26.0 (1.02)          | 28.1 (1.11)          | 1,030.5 (40.59)      |
| 평균 강수일수 (≥ 0.1 mm)                                                    | 5.2                  | 6.2                  | 7.6                  | 8.7                  | 9.3                  | 10.2                 | 8.1                  | 9.4                  | 5.6                  | 2.4                  | 3.6                  | 4.8                  | 81.1                 |
| 평균 상대 습도 (%)                                                          | 78.7                 | 80.7                 | 80.0                 | 80.9                 | 82.8                 | 85.2                 | 83.6                 | 84.4                 | 79.6                 | 75.2                 | 76.8                 | 76.8                 | 80.4                 |
| 평균 월간 일조시간                                                          | 102.9                | 98.7                 | 131.1                | 153.1                | 183.6                | 211.2                | 265.3                | 231.4                | 214.9                | 186.4                | 129.2                | 111.4                | 2,019.2              |
| 출처: 중화민국 교통부 중앙기상국 (평년값: 1991년~2020년, 극값: 1897년~현재) |                      |                      |                      |                      |                      |                      |                      |                      |                      |                      |                      |                      |                      |

## 교육
- 국립 펑후 과기대학

## 교통
- 마궁 공항